# Hostropodoleanske, Skadovsk
Hostropodoleanske (în ucraineană Гостроподолянське) este un sat în comuna Șîroke din raionul Skadovsk, regiunea Herson, Ucraina.

## Demografie
Componența lingvistică a localității Hostropodoleanske
     Ucraineană (91,37%)
     Rusă (2,38%)
Conform recensământului din 2001, majoritatea populației localității Hostropodoleanske era vorbitoare de ucraineană (91,37%), existând în minoritate și vorbitori de armeană (6,25%) și rusă (2,38%).